# 埃里克·迪梅科
埃里克·伊夫·迪梅科（1963年9月7日—）是一名法國前職業足球運動員，司職左後衛。

## 球會生涯
迪梅科出生於沃克呂茲省的亞維農。在他的職業生涯中，他主要為馬賽 效力。在借用南錫和馬堤古斯開始擔任中場球員，借用後他於1988年回歸馬賽，並在最終再連續四季在法甲聯賽中累績153場法甲比賽上陣。
馬賽在1993-94年賽季末降班後，由於違規，迪梅科加盟摩納哥仍然有很多出場機會，直到1998年退役的一季，年近35歲，再次奪得法甲冠軍。

## 國際賽生涯
在法國國家隊，迪梅科贏得1994年的麒麟盃，並出戰1996年歐洲國家盃。在歐洲國家盃的比賽中，他作為較年輕的比辛迪·李沙拉素的替補，跟着便從國家隊退役。

## 退役後
從球員的位置退役後，迪梅科開始政治生涯，擔任馬賽的人民運動聯盟市議員。

## 榮譽
馬賽
- 法甲：1988–89年、1989–90年、1990–91年、1991–92年
- 法國盃：1988–89年
- 歐冠盃冠軍：1992–93年; 亞軍：1990–91年

摩納哥
- 法甲: 1996–97年

法國
- 麒麟盃: 1994年

勳章
- 法國國家功績勳章: 1996年[1]

## 外部鏈接
- Eric Di Meco （页面存档备份，存于）在隊報的出場紀錄 （法語）
- L'OM profile （页面存档备份，存于） （法語）
- ÉRIC DI MECO （页面存档备份，存于）於法國足球總會（法語）
- 法国足球协会上的 埃里克·迪梅科 （法文） 存档于webarchive.org.
- 埃里克·迪梅科在 National-Football-Teams.com 上的出场纪录